# Torneo de Parma
El Internazionali di Tennis Emilia Romagna es un torneo de tenis profesional que se juega en pistas de tierra batida. Se celebra desde 2019 y solía ser un evento para hombres en el Challenger Tour, hasta el 2021 que subió de categoría para convertirse en un ATP 250 y también empezó a llevarse a cabo en el WTA Tour en la categoría WTA 250. Se celebra anualmente en Montechiarugolo, Parma, Italia.

## Ganadores

### Individual masculino
| Año        | Campeona            | Finalista            | Resultado            |
| ---------- | ------------------- | -------------------- | -------------------- |
| Challenger |                     |                      |                      |
| 2019       | Tommy Robredo       | Federico Gaio        | 6-4, 6-4             |
| 2020 (1)   | Frances Tiafoe      | Salvatore Caruso     | 6-3, 3-6, 6-4        |
| 2020 (2)   | Cedrik-Marcel Stebe | Liam Broady          | 7-6(10), 5-7, 7-6(6) |
| ATP 250    |                     |                      |                      |
| 2021       | Sebastian Korda     | Marco Cecchinato     | 6-2, 6-4             |
| Challenger |                     |                      |                      |
| 2022       | Borna Ćorić         | Elias Ymer           | 7-6(4), 6-0          |
| 2023       | Alexandre Müller    | Francesco Maestrelli | 6-1, 6-4             |
| 2024       | Jesper de Jong      | Daniel Altmaier      | 7-6(5), 6-1          |

### Individual femenino
| Año      | Campeona         | Finalista        | Resultado     |
| -------- | ---------------- | ---------------- | ------------- |
| WTA 250  |                  |                  |               |
| 2021     | Cori Gauff       | Qiang Wang       | 6-1, 6-3      |
| 2022     | Mayar Sherif     | María Sákkari    | 7-5, 6-3      |
| WTA 125s |                  |                  |               |
| 2023     | Ana Bogdan       | Anna Schmiedlová | 7-5, 6-4      |
| 2024     | Anna Schmiedlová | Mayar Sherif     | 7-5, 2-6, 6-4 |

### Dobles masculino
| Año        | Campeonas                                   | Finalistas                         | Resultado           |
| ---------- | ------------------------------------------- | ---------------------------------- | ------------------- |
| Challenger |                                             |                                    |                     |
| 2019       | Laurynas Grigelis Andrea Pellegrino         | Ariel Behar Gonzalo Escobar        | 1-6, 6-3, [10-7]    |
| 2020 (1)   | Marcelo Arévalo Tomislav Brkić              | Ariel Behar Gonzalo Escobar        | 6-4, 6-4            |
| 2020 (2)   | Grégoire Barrère Albano Olivetti            | Sadio Doumbia Fabien Reboul        | 6-2, 6-4            |
| ATP 250    |                                             |                                    |                     |
| 2021       | Simone Bolelli Máximo González              | Oliver Marach Aisam-ul-Haq Qureshi | 6-3, 6-3            |
| Challenger |                                             |                                    |                     |
| 2022       | Luciano Darderi Fernando Romboli            | Denys Molchanov Igor Zelenay       | 6-2, 6-3            |
| 2023       | Jonathan Eysseric Miguel Ángel Reyes-Varela | Luca Margaroli Ramkumar Ramanathan | 6-2, 6-3            |
| 2024       | Marco Bortolotti Matthew Romios             | Ryan Seggerman Patrik Trhac        | 7-6(7), 2-6, [11-9] |

### Dobles femenino
| Año      | Campeonas                            | Finalistas                       | Resultado        |
| -------- | ------------------------------------ | -------------------------------- | ---------------- |
| WTA 250  |                                      |                                  |                  |
| 2021     | Cori Gauff Caty McNally              | Darija Jurak Andreja Klepač      | 6-3, 6-2         |
| 2022     | Anastasia Dețiuc Miriam Kolodziejová | Arantxa Rus Tamara Zidanšek      | 1-6, 6-3, [10-8] |
| WTA 125s |                                      |                                  |                  |
| 2023     | Dalila Jakupović Irina Khromacheva   | Anna Bondár Kimberley Zimmermann | 6-2, 6-3         |
| 2024     | Anna Danilina Irina Khromacheva      | Elixane Lechemia Ingrid Martins  | 6-1, 6-2         |